# Salaparuta
Salaparuta es una localidad en el sudoeste de la isla de Sicilia, Italia. Pertenece a la provincia de Trapani. Su población es de 1.787 habitantes (2008).
La localización original del pueblo no es exactamente la actual, debido a que en el año 1968 tuvo lugar un fuerte terremoto cuyo epicentro se situó en la localidad. Como consecuencia de ello, Salaparuta fue completamente destruido. Posteriormente, su reconstrucción se llevó a cabo no lejos del lugar original. La actual Salaparuta es aún hoy el hogar de muchos de los habitantes del pueblo antiguo. 
El municipio de Salaparuta es conocido principalmente por su producción de vino con Denominazione di Origine Controllata, una de las mejores de la zona y principal fuente de ingresos para los habitantes de Salaparuta. 

## Evolución demográfica
| Gráfica de evolución demográfica de Salaparuta entre 1861 y 2001 |
|                                                                  |
| Fuente ISTAT - elaboración gráfica de Wikipedia                  |